# Monacos statsminister
Monacos statsminister (franska: Ministre d'État; monegaskiska: Ministru de Statu), är Monacos regeringschef. Statsministern utses av och är direkt underställd den regerande monarken; för närvarande Albert II.
Statsministerns ansvarsområden är att leda regeringens arbete samt utrikesrelationer. Därutöver är statsministern ansvarig för de verkställande organen, samt är befälhavare över militären och polismakten.
Fram till 2002 var statsministern tvungen att vara en fransk medborgare som föreslagits av den franska regeringen, men efter en konstitutionsändring kan även monegaskiska medborgare inneha posten. De utses av den monegaskiske monarken i samrådan med den franska regeringen.
Den nuvarande statsministern är Christophe Mirmand, som tillträdde posten den 21 juli 2025.

## Historik
Ämbetet inrättades 1911 i samband med antagandet av Monacos grundlag.
Sedan 1911 har 30 personer varit statsminister, varav fem på interimbasis. Den förste innehavaren av posten var Émile Flach.